# Laurent Monsengwo Pasinya

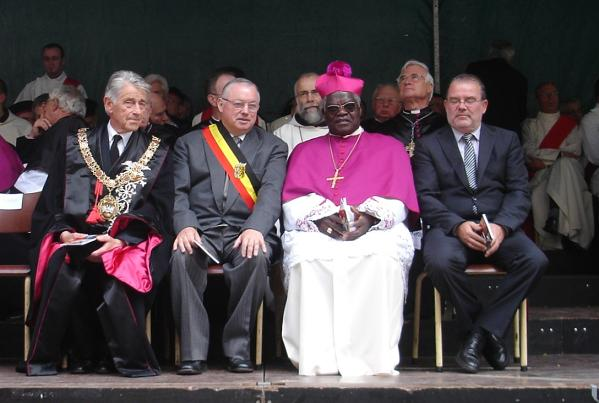
Erzbischof Monsengwo Pasinya (2. v. r.), 2007

Kardinalswappen

Laurent Kardinal Monsengwo Pasinya (* 7. Oktober 1939 in Mongobele, Demokratische Republik Kongo; † 11. Juli 2021 in Versailles) war ein kongolesischer Geistlicher und Erzbischof von Kinshasa sowie Kardinal der römisch-katholischen Kirche.

## Leben
Laurent Monsengwo Pasinya entstammt einer Familie, die zu den königlichen Familien des Stammes der Basakata gehörte. Der Familienname „Monsengwo“ bedeutet „Enkel des traditionellen Häuptlings“.
Von 1946 bis 1951 besuchte er die Grundschule in Nioki. 1951 trat Monsengwo Pasinya in das Priesterseminar in Bokoro ein. Laurent Monsengwo Pasinya studierte von 1957 bis 1960 Philosophie am Priesterseminar des Erzbistums Kananga. 1960 wurde er nach Rom an das Propaganda Fide unterstehende Collegium Urbanum entsandt. Monsengwo Pasinya studierte katholische Theologie an der Päpstlichen Universität Urbaniana. Laurent Monsengwo Pasinya empfing am 21. Dezember 1963 in Rom durch den Präfekten der Kongregation für die Evangelisierung der Völker, Grégoire-Pierre Kardinal Agagianian, das Sakrament der Priesterweihe für das Bistum Inongo. 1964 erwarb Monsengwo Pasinya an der Päpstlichen Universität Urbaniana das Lizenziat im Fach Katholische Theologie. Von 1964 bis 1970 studierte er Biblische Exegese am Päpstlichen Bibelinstitut in Rom. 1968 absolvierte er ein Semester an der Jerusalemer Zweigstelle des Päpstlichen Bibelinstitutes. In dieser Zeit erlernte Monsengwo Pasinya Modernes Hebräisch. Laurent Monsengwo Pasinya wurde 1970 am Päpstlichen Bibelinstitut mit einer exegetischen Dissertation mit dem Titel La notion de ‚Nomos‘ dans le Pentateuque grec („Der Begriff ‚Nomos‘ im griechischen Pentateuch“) zum Doktor der Theologie promoviert. Er war der erste Afrikaner, der im Fach Biblische Exegese promoviert wurde.
Von 1970 bis 1971 war Laurent Monsengwo Pasinya Dozent an der Theologischen Fakultät der Universität Lovanium und Professor für biblische Exegese am Priesterseminar Johannes XXIII. in Kinshasa. Er war von 1971 bis 1972 Professor für Exegese des Alten Testamentes, Hebräisch, und Biblische Theologie des Alten Testamentes an der Universität von Zaire. Monsengwo Pasinya war von 1972 bis 1980 Professor an der Theologischen Fakultät von Kinshasa. Zudem war er von 1972 bis 1975 beigeordneter Generalsekretär der Bischofskonferenz von Zaire. 1976 war Laurent Monsengwo Pasinya Mitgründer des Journées Bibliques Africaines (JBA). Von 1976 bis 1980 war Laurent Monsengwo Pasinya Generalsekretär der Bischofskonferenz von Zaire.
Am 13. Februar 1980 ernannte ihn Papst Johannes Paul II. zum Titularbischof von Aquae Novae in Proconsulari und bestellte ihn zum Weihbischof in Inongo. Die Bischofsweihe spendete ihm Papst Johannes Paul II. am 4. Mai desselben Jahres in der Kathedrale Notre Dame du Congo in Kinshasa; Mitkonsekratoren waren der Präfekt der Kongregation für die Evangelisierung der Völker, Agnelo Kardinal Rossi, und der Erzbischof von Kinshasa, Joseph-Albert Kardinal Malula. Am 7. April 1981 wurde Laurent Monsengwo Pasinya von Johannes Paul II. zum Weihbischof in Kisangani bestellt. Johannes Paul II. ernannte ihn am 1. September 1988 zum Erzbischof von Kisangani. Eine wichtige politische Rolle übernahm Monsengwo am 12. Dezember 1991, als er zum Präsidenten der Conférence Nationale Souveraine (CNS, Souveräne Nationalkonferenz) ernannt wurde, die in der Endzeit der Mobutu-Diktatur den Übergang zu einer Demokratie herbeiführen sollte.
Am 6. Dezember 2007 ernannte ihn Papst Benedikt XVI. zum Erzbischof von Kinshasa. Die Amtseinführung fand am 2. Februar 2008 statt. 
Im Konsistorium vom 20. November 2010 nahm ihn Papst Benedikt XVI. als Kardinalpriester mit der Titelkirche Santa Maria „Regina Pacis“ in Ostia mare in das Kardinalskollegium auf.
Am 30. Juni 2012 berief ihn Benedikt XVI. zusammen mit dem Bischof von Hongkong, John Kardinal Tong Hon, und dem Erzbischof von Guadalajara, Francisco Kardinal Robles Ortega, zum delegierten Präsidenten der XIII. Generalversammlung der Bischofssynode (7. bis 28. Oktober 2012).
Mit der Aufgabe, den Papst bei der Leitung der Weltkirche zu beraten und Änderungen der die Organisation der Kurie regelnden Apostolischen Konstitution Pastor Bonus vorzubereiten, hat Papst Franziskus ihn im April 2013 zum Mitglied des Kardinalsrats, einer Gruppe von acht Kardinälen, die den Papst im Hinblick auf die Reform der Kurie beraten sollen, bestimmt.
Papst Franziskus nahm zum 1. November 2018 seinen altersbedingten Rücktritt vom Amt des Erzbischofs von Kinshasa an; Fridolin Ambongo Besungu wurde sein Nachfolger. Am 12. Dezember 2018 wurde bekannt, dass Papst Franziskus Pasinya Ende Oktober 2018 auch von seinen Pflichten im Kardinalsrat entbunden hatte, dem er als einziger afrikanischer Kardinal angehörte. Er hatte zuletzt nur unregelmäßig an den Treffen teilgenommen.
Laurent Monsengwo Pasinya sprach 14 Sprachen.

## Überdiözesane Aufgaben

### Römische Kurie
- 1974 Berater bei der 3. Ordentlichen Generalversammlung der Bischofssynode in Rom
- 1984 bis 1989 Mitglied der Päpstlichen Bibelkommission
- 1987, 1990, 2001 Mitglied des Generalsekretariates der Bischofssynode
- 1987 Mitglied des Generalsekretariates der Sonderversammlung für Afrika der Bischofssynode
- 1987 Präsident der Kommission für Inkulturation bei der Sonderversammlung für Afrika der Bischofssynode
- seit 11. Dezember 2010 Mitglied der Kongregation für das Katholische Bildungswesen[10]
- seit 5. März 2012 Mitglied der Kongregation für die Evangelisierung der Völker[11]

### Kongolesische Bischofskonferenz
- 1984 bis 1992 Präsident der Bischofskonferenz von Zaire (CEZ)
- seit 29. Juli 2004 Präsident der Kongolesischen Bischofskonferenz (CENCO)

### Symposium der Bischofskonferenzen von Afrika und Madagaskar
- 1981 bis 1990 Präsident des Bibelkomitees des Symposiums der Bischofskonferenzen von Afrika und Madagaskar (SCEAM)
- 1994 bis 1997 erster Vizepräsident des Symposiums der Bischofskonferenzen von Afrika und Madagaskar
- 1997 bis 2003 Präsident des Symposiums der Bischofskonferenzen von Afrika und Madagaskar

### Sonstige Organisationen
- 1962 bis 1964 Vizepräsident der Association des Etudiants Congolais à Rome (ASSECO)
- 1964 bis 1966 Präsident der Association des Etudiants Congolais à Rome (ASSECO)
- 1975 bis 1976 Repräsentant der kongolesischen Bischöfe bei der Regierung von Zaire
- seit 1975 Mitglied des Studiorum Novi Testamenti Societas (SNTS)
- seit 1976 Mitglied der International Organisation for Septuagint and Cognate Studies
- seit 1976 Mitglied des Conseil Scientifique de la „Concordantia Polyglotta Brepols“
- 1981 bis 1984 Präsident des Verwaltungsrates der Katholischen Fakultäten von Kinshasa (FCK)
- 1984 bis 1989 Mitglied der Kommission Foi et Constitution
- 1987 bis 1999 Präsident der Association Panafricaine des Exégètes Catholiques (APECA)
- 30. April 1992 Präsident des dauerhaften Büros der Conférence Nationale Souveraine (CNS)
- 6. Dezember 1992 Präsident des Haut Conseil de la République (HCR)
- 1994 bis 1996 Präsident des Haut Conseil de la République-Parlement de Transition (HCR-PT)
- 6. November 2002 bis 2007 internationaler Vizepräsident von Pax Christi
- seit 2007 internationaler Präsident von Pax Christi

## Auszeichnungen
- 1993: Ehrendoktor der Katholieke Universiteit Leuven[12]

## Schriften
- La notion de „nomos“ dans le Pentateuque grec. Rom, 1973
- Inculturation du Message à l’exemple du Zaïre. Kinshasa, 1979
- Esprit communautaire africain. Éditions Saint Paul Afrique, Kinshasa, 1982
- L’église catholique au Zaïre: ses tâches, ses défis, ses options. Éditions Saint Paul Afrique, Limete, Kinshasa, 1991, ISBN 978-27-414-0019-6
- Déclaration de Monseigneur L. Monsengwo Pasinya, Président du HCR-PT, sur la situation politique. 1995
- mit Basile Mpoto: Monseigneur Jan Van Cauwelaert, pasteur et visionnaire. Centre d’études politiques, économiques et sociales (CEPESS) Brüssel 1999.
- Repartir du Christ. Pour un monde plus fraternel, solidaire et accueillant. In: People on the Move. 35, Nr. 93, 2003, S. 211–216.